# Меридианная улица
Меридианная улица (бывш. 9-го Января) — улица в жилом массиве Ново-Савиново Ново-Савиновского района города Казани с асфальтированной двухполосной проезжей частью.

## Расположение
Меридианная улица проходит с юга на север, соединяя улицу Сибгата Хакима и проспект Хусаина Ямашева, пересекая магистральную Чистопольскую улицу и улицу Четаева.

## История

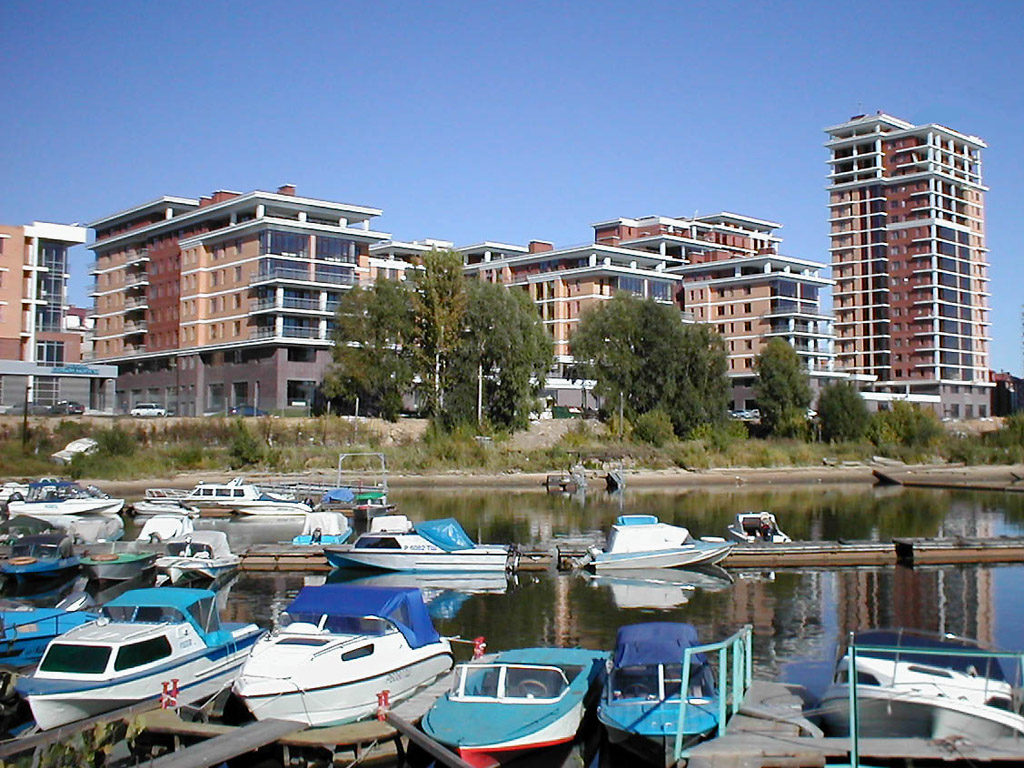
жилой комплекс «Берег» и лодочная водная станция на Казанке

Возникла не позднее 1920-х годов и являлась западной окраиной Савиновской стройки. В конце 1930-х годов названа улицей 9 Января в память о кровавом воскресенье 1905 года в Санкт-Петербурге. На 1939 год на улице имелось около 30 домовладений: № 11-17 и 29 по нечётной стороне и № 10-22/65, 26-48, 58/19, 66/40 и ещё один дом без номера по чётной.
К середине 1950-х Меридианная была одной из самых длинных улиц посёлка — её длина составляла 1,05 км; начинаясь от Савиновской улицы, она пересекала улицы: Черноморскую, Поперечно-Меридианную, Багрицкого и МОПРа.
Первоначально имевшая индивидуальную малоэтажную жилую застройку, улица в 1990-е годы начала застраиваться многоэтажными жилыми домами и общественными объектами; тогда же ей было присвоено название параллельной ей Меридианной улицы, к тому моменту не существовавшей.
В южной части улица проходит в примечательном «ущелье» между высотными зданиями построенного в 2000-х годах элитного жилого комплекса «Берег» и выходит на реку Казанку, где находилась лодочная водная станция.
После вхождения Савиновской стройки в состав Казани административно относилась к 6-й части города; после введения в городе административных районов относилась к Заречному (с 1931 года Пролетарскому, до 1934), Ленинскому (1934—1994) и Ново-Савиновскому (с 1994 года) районам.

## Транспорт
На улице нет движения городского транспорта. Транспортная доступность улицы осуществляется на остановке «Меридианная» проходящих по Чистопольской улице маршрутов троллейбуса № 1 и автобусов 74, 75 и на остановке «Парк Победы» проходящих по проспекту Ямашева маршрутов трамваев 5/5а, 6, троллейбусов 2, 13 и автобусов 15, 28/28а, 33, 46, 49, 60.

## Объекты
- № 8, 20, 22, 24, 30 — жилые дома для переселенцев из ветхого жилья.[17][18]

## Известные жители
- В доме № 14 по улице 9 Января в 1950-е годы проживал Шаукат Галеев (Идиятуллин), народный поэт РТ (дом снесён).[19]